# NGC 695
NGC 695 é uma galáxia lenticular (S0) localizada na direcção da constelação de Aries. Possui uma declinação de +22° 34' 58" e uma ascensão recta de 1 horas, 51 minutos e 14,2 segundos.
A galáxia NGC 695 foi descoberta em 13 de Novembro de 1786 por William Herschel.